# Luchthaven Sørkjosen
Luchthaven Sørkjosen is een lokaal vliegveld in de gemeente Nordreisa in de provincie Troms in het noorden van Noorwegen. Het ligt langs de E6, een paar kilometer ten noordwesten van Storslett.
Sørkjosen werd geopend in 1974. In die tijd werden meerdere vliegvelden met een korte landingsbaan gebouwd in  het noorden van het land. De treinen van NSB komen niet noordelijker dan Bodø. Vliegvelden waren een relatief goedkoop alternatief in het dunbevolkte noorden.
Het vliegveld wordt bediend door Widerøe. De maatschappij verzorgt vluchten naar Tromsø en Alta.